# Testudovolva ericae
Testudovolva ericae là một loài ốc biển, là động vật thân mềm chân bụng sống ở biển trong họ Ovulidae.

## Miêu tả
Loài này có kích thước giữa 6 mm và 14 mm

## Phân bố
Chúng phân bố ở Thái Bình Dương dọc theo Philippines, Indonesia, Malaysia, Nouvelle-Calédonie và Queensland, Australia.